# McLennan Reservation
McLennan Reservation ist ein 594 Acres (2,4 km²) großes Naturschutzgebiet auf den Stadtgebieten von Otis und Tyringham im Bundesstaat Massachusetts der Vereinigten Staaten, das von der Organisation The Trustees of Reservations verwaltet wird.

## Schutzgebiet
Das nach seinem Stifter John S. McLennan benannte Schutzgebiet besteht hauptsächlich aus bewaldeten Berghängen und Feuchtgebieten am südlichen Ende des Tyringham Valley. Es wird begrenzt durch die bis zu 1.500 ft (457,2 m) hohen Berge Round Mountain und Long Mountain. Im Bergsattel liegt der See Hale Pond, der nur dann entsteht, wenn Biber den Camp Brook durch die Errichtung eines Damms aufstauen.
Vom Eingang aus führen 1,5 mi (2,4 km) teilweise anspruchsvolle Wanderwege durch das Schutzgebiet. An seinem südlichen Ende grenzt es an die Ashintully Gardens.